# Ettaiyapuram
Ettaiyapuram är en ort i Indien.   Den ligger i distriktet Thoothukkudi och delstaten Tamil Nadu, i den södra delen av landet, 2 200 km söder om huvudstaden New Delhi. Ettaiyapuram ligger 63 meter över havet och antalet invånare är 12 956.
Terrängen runt Ettaiyapuram är platt, och sluttar österut. Runt Ettaiyapuram är det ganska tätbefolkat, med 149 invånare per kvadratkilometer. Närmaste större samhälle är Kovilpatti, 13,6 km väster om Ettaiyapuram. Omgivningarna runt Ettaiyapuram är en mosaik av jordbruksmark och naturlig växtlighet.